# Eurhinocricus aequaliramus
Eurhinocricus aequaliramus är en mångfotingart som beskrevs av Loomis 1975. Eurhinocricus aequaliramus ingår i släktet Eurhinocricus och familjen Rhinocricidae. Inga underarter finns listade i Catalogue of Life.